# Jan Peter Riecken
Jan Peter Riecken (* 4. Oktober 1966 in Hamburg) ist ein deutscher Politiker der SPD und ehemaliges Mitglied der Hamburgischen Bürgerschaft.

## Leben
Riecken legte sein Abitur in Hamburg am Gymnasium Osterbek ab. Danach leistet er seinen Wehrdienst bei der Fernmelde/ELOKA-Truppe in Rothenburg/Wümme und Neumünster ab. Es folgte ein Studium der Politischen Wissenschaften in Bremen und Hamburg. Er schloss als Diplom-Politologe sein Studium ab. Er begann seine berufliche Laufbahn als Vertriebs- und Marketingleiter bei der Future Invent Informationsmanagement GmbH von April 2000 bis Mai 2002. Heute ist er Geschäftsführer und Mitinhaber der VIG Druck & Media GmbH.
Neben dem parlamentarischen Mandat in der Bürgerschaft ist er ehrenamtlich engagiert als 1. Vorsitzender des Volkshochschulvereins Hamburg-Ost e.V. und als 2. Vorsitzender der Arbeiterwohlfahrt (AWO) Bramfeld-Sasel-Wellingsbüttel.

## Politik
Riecken ist seit dem Jahr 1983 Mitglied der SPD. Er war von Oktober 2001 bis Februar 2004 Mitglied der Schuldeputation und des Jugendhilfeausschusses Wandsbek.
Er war schon einmal in der 16. Wahlperiode (1997 bis 2001) Mitglied der Hamburgischen Bürgerschaft. Von März 2004 bis Februar 2008 saß er erneut im Parlament und war für die SPD-Fraktion im Haushalts- und Wissenschaftsausschuss. Er war zusätzlich noch Fachsprecher für Informations- und Kommunikationstechnik.